# VII. Piusz pápa
VII. Piusz (Pius) pápa (Cesena, 1742. augusztus 14. – Róma, 1823. augusztus 20.) a 251. pápa 1800-tól haláláig.
Napóleonnal aláírta az 1801-es konkordátumot , amely megszilárdította a katolikus egyházat Franciaország többségi egyházaként, de nem adta vissza a forradalom alatt elkobzott és eladott hatalmas egyházi földeket és javakat. 1809-ben a napóleoni háborúk alatt Napóleon seregei ismét megszállták a pápai államot, aminek következtében a Quum memorandum pápai bulla révén kiközösítették Napóleont. A pápát ekkor fogságba ejtették és Franciaországba deportálták. 1814-ig is ott maradt, amikor a franciák veresége után engedélyezték számára, hogy visszatérjen Itáliába, a bécsi kongresszus (1814–15) pedig visszaállította a pápai államot.
2007-ben XVI. Benedek pápa megindította a szentté avatásának folyamatát és megkapta az Isten Tiszteletreméltó szolgája címet.

## Élete
Családi néven Luigi Barnaba Chiaramonti, gróf. 1758-ban a Benedek-rendiek szerzetébe lépett, 1775-ben apát, Imola püspöke, 1785-ben bíboros lett. Pápává a Giuseppe Albani bíboros által Velencébe összehívott konklávéban választották meg 1800. március 14-én, ezután bevonult a franciák által otthagyott Rómába. A francia forradalom legyőzése után Napoléon Bonaparte tábornok, a köztársaság első konzulja konkordátumot kötött vele 1801-ben, amelynek értelmében a katolikus vallást visszaállították és az egyházmegyék új felosztását megerősítették.

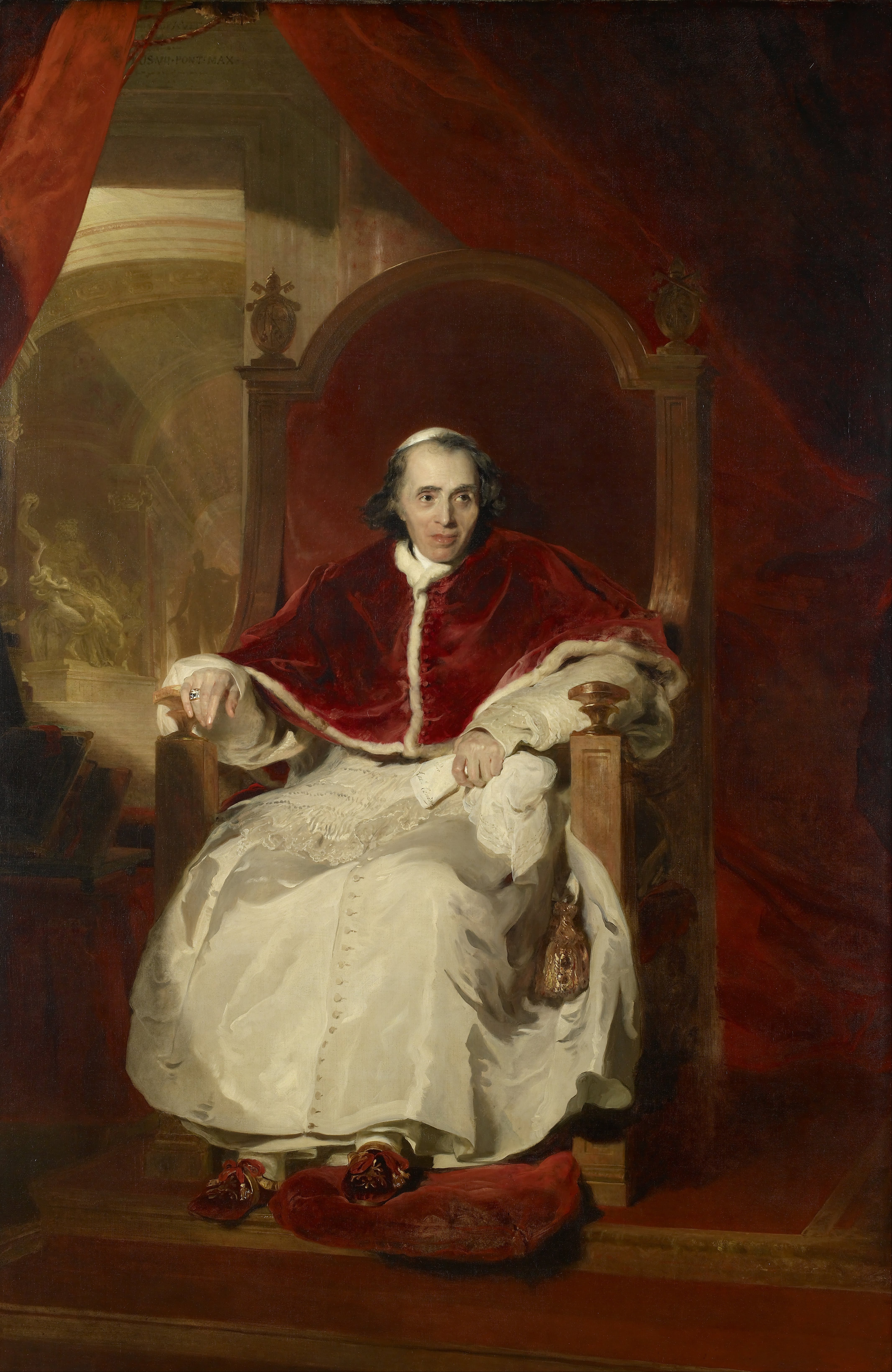
Thomas Lawrence: VII. Piusz pápa

1804. december 2-án a pápa Párizsban császárrá kente fel Napóleont; de a szertartás alatt Napóleon maga tette fejére a császári koronát. Később a pápa nem akarta megsemmisíteni a császár öccsének, Jérôme-nak házasságát, amelyet egy ír-amerikai protestáns nővel, Elizabeth Pattersonnal kötött, és vonakodott védő- és támadó-szövetségre lépni a császárral, ezért Napóleon megszállta a pápai állam területét, majd magát Rómát is. A pápa 1809. június 11-én kiközösítéssel válaszolt, mire Napóleon Étienne Radet tábornok által elfogatta és Savonába vitette, a pápai államot pedig 1810. február 2-án kelt határozattal a francia birodalomba bekebelezte. A császár a fogoly pápának új konkordátumot ajánlott, hogy államfői jogairól mondjon le, Párizsba tegye át székhelyét és hogy tőle fizetést fogadjon el. A pápa az ajánlatokat visszautasította, mire Fontainebleau-ba hurcolták. Itt egy színleg ideiglenes konkordátumot írattak vele alá, de megtudván a pápa, hogy ez állandó intézkedés akar lenni, visszavonta.
A lipcsei csatavesztés után, 1814. január 23-án Napóleon szabadon bocsátotta a pápát, aki a nép örömujjongása közt vonult be Rómába. Amikor Napóleon ismét kezeibe ragadta a hatalmat, Joachim Murat marsall betört a pápai állam területére. Piusz Genovába menekült, de Napóleon és Murat bukása után visszatérhetett és haláláig békében kormányozhatta az egyházat. Ő állította vissza a jezsuita rendet.

## Művei
- Documenta Catholica Omnia (latin nyelven). (Hozzáférés: 2011. december 6.)